# Бынгкан
Бынгкан, Бунгкан (тайск. บึงกาฬ) — город в Таиланде, столица одноимённой провинции.

## География
Город расположен в 750 километрах к северо-востоку от Бангкока в регионе Исан на правом берегу реки Меконг. На противоположном берегу реки располагается лаосский город Паксан.

## История
Статус города Бынгкан получил в 1999 году. До 2011 года был частью провинции Нонгкхай, когда указом короля была создана новая провинция со столицей в городе Бынгкан.

## Население
По состоянию на 2015 год население города составляет 4690 человек. Плотность населения — 3975 чел/км². Численность женского населения (52,2 %) незначительно превышает численность мужского (47,8 %).